# Wolf Creek (série télévisée)
Wolf Creek est une série télévisée dramatique et d'horreur australienne en douze épisodes d'environ 45 minutes créée et produite par Greg McLean, diffusée entre le 12 mai 2016 et le 15 décembre 2017, sur le service de vidéo à la demande de Stan.
Cette série est inédite dans tous les pays francophones.
Elle est un spin-off des films Wolf Creek et Wolf Creek 2. John Jarratt, qui interprète Mick Taylor dans les films, reprend son rôle pour la série.

## Synopsis

### Saison 1
Eve, une touriste américaine de 19 ans, est victime, elle et sa famille, du tueur en série Mick Taylor. Seule survivante du massacre, elle décide de se lancer à sa recherche pour se venger.

### Saison 2
Cette saison sera centrée sur un groupe de voyageur en bus, qui va croiser la route du célèbre tueur Mick Taylor. 

## Distribution

### Acteurs principaux
- Lucy Fry : Eve Thorogood
- John Jarratt : Mick Taylor
- Dustin Clare : Sullivan Hill

### Acteurs récurrents
- Jessica Tovey : Kirsty
- Damian de Montemas : Inspecteur Darwin
- Eddie Baroo : Ginger
- Taylor Wiese : Damo
- Matt Levett : Kevin
- Fletcher Humphrys : Jesus (Ben Mitchell)
- Rachel House : Ruth
- Deborah Mailman : Bernadette
- Jake Ryan (en) : Johnny
- Richard Cawthorne : Kane
- Sarah Nemet : Agatha
- Liana Cornell : Ann-Marie
- Felicity McKay : Desiree
- Jack Charles : Oncle Paddy
- Antoine Jelk : Per
- Cameron McKinnon : Darwin Constable
- Greg Fleet : Gundog
- Kim Liotta : Rhiannon
- Andreas Sobik : Kyril

## Épisodes

### Première saison (2016)
Les six épisodes, scénarisés par Peter Gawler et Felicity Packard, et réalisés par Tony Tilse et Greg McLean, ont été mis en ligne simultanément le 12 mai 2016.
1. Billabong
2. Kutyukutyu
3. Salt Lake
4. Opalville
5. Rome
6. Wolf Creek

### Deuxième saison (2017)
Les six épisodes de cette deuxième saison ont été mis en ligne simultanément le 15 décembre 2017.
1. Journey
2. Outback
3. Chase
4. Singing
5. Shelter
6. Return

## Accueil
La série reçoit des critiques généralement positives. Nikole Gunn du Decider TV écrit qu'« elle est magnifiquement filmée avec une cinématographie habituellement réservée au "Grand Écran" » et qu'« elle est effrayante et inoubliable ». David Knox de TV Tonight lui attribue quatre étoiles sur cinq et écrit : « une marque sexy : coche. Attrait international : coche. Distribution de star : coche. Tous les six épisodes à s'empiffrer : coche. Argent à l'écran : coche. S'il y a une case que Wolf Creek n'a pas coché, il est difficile de la trouver ».
Au cours des quatre premiers jours après que la série a été diffusée, plus de 500 000 téléspectateurs ont commencé le programme, dont 40 000 abonnés ont regardé l'intégralité des six épisodes.